# Sphegoclytus stepanovi
Sphegoclytus stepanovi är en skalbaggsart som först beskrevs av Aleksandr Sergeievich Danilevsky och Alexander Ivanovich Miroshnikov 1985.  Sphegoclytus stepanovi ingår i släktet Sphegoclytus och familjen långhorningar. Inga underarter finns listade i Catalogue of Life.